# Xalet Soms
El Xalet Soms és una obra eclèctica de Cerdanyola del Vallès (Vallès Occidental) inclosa a l'Inventari del Patrimoni Arquitectònic de Catalunya.

## Descripció
Torre de planta quadrangular, envoltada de jardí, que mostra una estructura complexa, amb un interessant ritme de volums i buits, resultat de l'ordenació de cossos rectangulars de diferents superfícies i alçades. Les cobertes són de teula a diversos nivells, a dues i a quatre vessants. Els espais oberts ocupen posicions angulars.
Està situada a la cantonada dels carrers Donya Amèlia i Sant Oleguer.

## Història
Es tracta d'un edifici eclèctic, bastit a inicis del segle xx. Combina elements propis de l'arquitectura clàssica (columnes dòriques), amb altres de neogòtics (arcs conopials), noucentistes i de decor (balustrades, esgrafiats, etc.).